# Poor Laws

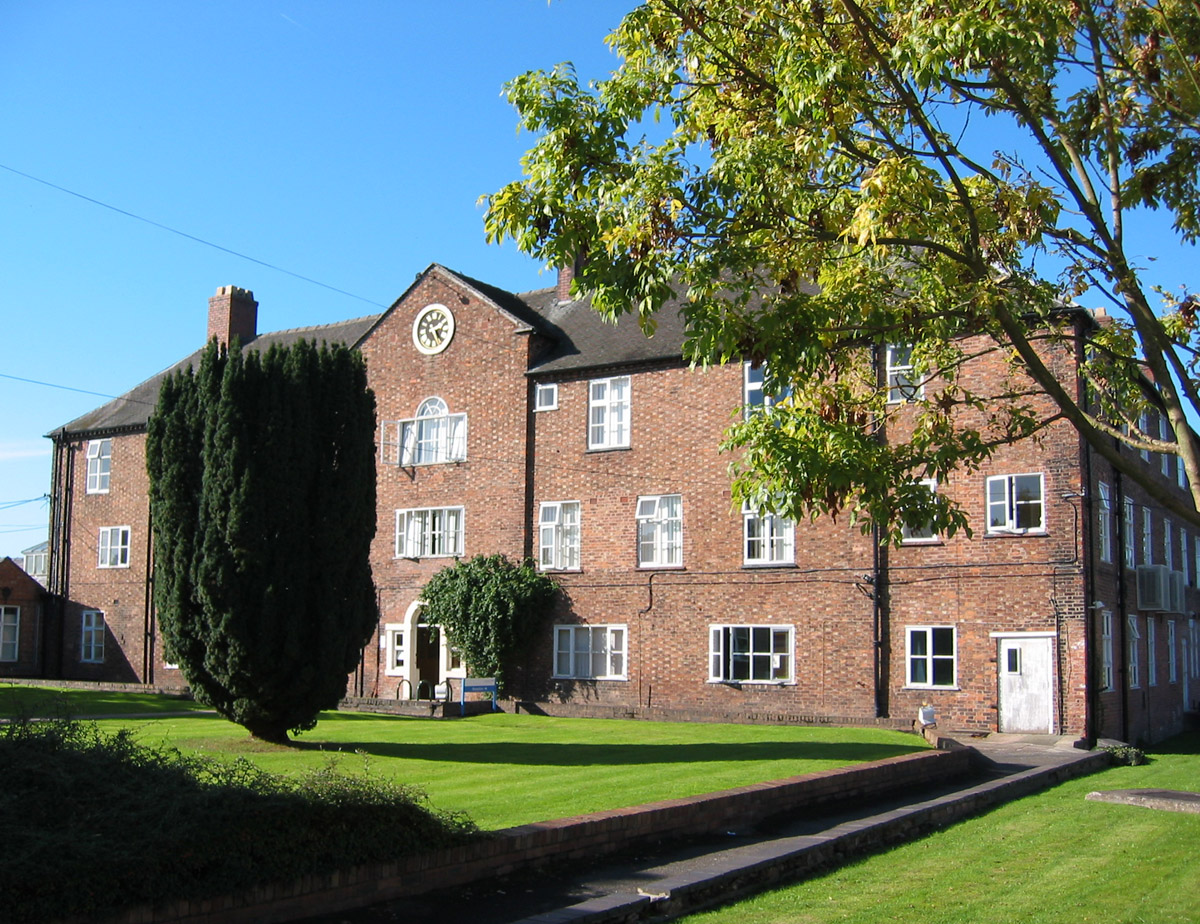
Embora muitas workhouses (espécie de hospícios) se desenvolvessem com a Nova Lei dos Pobres, alguns já tinham sido construídas sob o sistema existente. Esta workhouse em Nantwich, Cheshire, data de 1780.

As Poor Laws foram um sistema de ajuda social aos pobres em Inglaterra e Gales que se desenvolveu a partir da Idade Média tardia e das leis Tudor, antes de ser codificado em 1587-1598. O sistema das Poor Laws subsistiu até ao surgimento do Estado de bem-estar moderno depois da Segunda Guerra Mundial.
A legislação inglesa sobre as Poor Laws pode ser datada tão cedo como 1536, quando se aprovaram leis para tratar dos "pobres impotentes", embora existisse anterior legislação dos Tudor sobre os problemas causados pelos vagabundos e mendigos. A história das Poor Laws em Inglaterra e Gales divide-se habitualmente em dois estatutos: a Antiga Poor Law, aprovada durante o reinado de Isabel I e a Nova Poor Law aprovada em 1834, a qual modificou significativamente o sistema existente de diminuição da pobreza. O último estatuto alterou o sistema de Poor Law, de um que era administrado de forma local a nível das paróquias para um sistema altamente centralizado que favorecia o desenvolvimento em grande escala de workhouses por parte dos Sindicatos da Poor Law.
O sistema de Poor Law não foi formalmente abolido senão com a Lei de Assistência Nacional de 1948, embora parte do sistema se mantivesse em tal lei até 1967. O sistema da Poor Law caiu em desuso em inícios do século XX, devido a vários fatores, como a introdução de reformas de beneficência liberal e a disponibilidade de outras fontes de assistência de sociedades filantrópicas e sindicatos, bem como as reformas paulatinas que evitaram o sistema da Poor Law.